# Ralph Davis (edző)
Ralph Scott Davis Jr. (Portland, Oregon, 1920. január 21. – Portland, Oregon, 2016. augusztus 16.) amerikai amerikaifutball- és atlétikaedző, 1955 és 1956 között a Portland State Vikings vezetőedzője.
Inkább az egyesület atlétikaedzőjeként lett sikeres. 1954 és 1970 között két sportolója is állami bajnok lett, emellett 1998-ban bekerült az egyetemi dicsőségcsarnokba. 1970-ben visszavonult és az iskola (Portlandi Állami Egyetem) oktatója lett. 2016-ban, 96 éves korában hunyt el.

## Eredményei amerikaifutball-vezetőedzőként
| Év                                                    | Eredmény                                              | Eredmény                                              | Helyezés                                              |
| Év                                                    | Összesített                                           | Konferencia                                           | Helyezés                                              |
| Portland State Vikings (Oregon Collegiate Conference) | Portland State Vikings (Oregon Collegiate Conference) | Portland State Vikings (Oregon Collegiate Conference) | Portland State Vikings (Oregon Collegiate Conference) |
| ----------------------------------------------------- | ----------------------------------------------------- | ----------------------------------------------------- | ----------------------------------------------------- |
| 1955                                                  | 2–6                                                   | 1–3                                                   | 4.                                                    |
| 1956                                                  | 2–5–1                                                 | 1–3                                                   | T–3.                                                  |
| Összesen:                                             | 4–11–1                                                | 2–6                                                   | –                                                     |

## Fordítás
- Ez a szócikk részben vagy egészben  a   Ralph Davis (American football coach) című angol Wikipédia-szócikk ezen változatának fordításán alapul.  Az eredeti cikk szerkesztőit annak laptörténete sorolja fel. Ez a jelzés csupán a megfogalmazás eredetét és a szerzői jogokat jelzi, nem szolgál a cikkben szereplő információk forrásmegjelöléseként.